# Santa Comba (Villalba)
Santa Comba es una aldea española situada en la parroquia de Villalba, del municipio de Villalba, en la provincia de Lugo, Galicia.

## Situación geográfica
Santa Comba tiene una altitud media de 450 m, y está situada en el barrio chairego de Trece. Santa Comba está ubicada a escasamente dos kilómetros de la capital de la comarca, Vilalba. En concreto, se encuentra en la carretera que une esta última localidad con Román.

## Etimología
El nombre de Comba deriva etimológicamente del latín “Columba”, y su traducción literal es paloma. Siglos atrás, la palabra Columba evolucionó en la península hacia los nombres de “Colomba”, “Coloma”, y en Galicia evolucionó a “Comba”.
La advocación a Santa Comba aparece exclusivamente en la zona norte de España, no extendiéndose más al sur de la provincia de Segovia .

## Clima y vegetación
El clima es oceánico con matices de tinte continental muy precisos. La temperatura media anual se sitúa en torno a los 11 °C o 11,5 °C. Las medias máximas entre julio y agosto se sitúan entre los 17 °C y 18 °C. En la estación invernal son frecuentes las heladas.
Existen pocas tierras cultivadas, aunque las que aún lo están, se dedican al cultivo de maíz, trigo, patatas y nabos. Sin embargo, existen numerosas plantaciones de pinos insigne y alguna que otra carballeira.

## Hidrografía
Por el lugar de Santa Comba discurre un pequeño riachuelo, llamado Liñares, que décadas atrás era usado para poner en funcionamiento el ya destruido molino de Santa Comba.

## Historia
No se sabe exactamente la fecha de construcción de la capilla, pero existen documentos de principios del siglo XVII en los que se habla de personajes vinculados a este lugar de Goiriz. De ello se deduce, que esta capilla ya estaba construida en el siglo XVI.
Esta capilla tuvo vital importancia en la vida de los lugareños. De hecho existen documentos de Santa Comba de Goiriz, por un pleito entre el cabildo de la catedral de Mondoñedo y Antonio Valcarcel con Monino Gaioso, sobre la reivindicación de la ermita de Santa Comba en la Iglesia de Goiriz.
La Santa antigua, que fue robada a finales de los años 90, era una talla de madera policromada de unos 80 cm de altura. Esta Santa era venerada por todos los Combeses y habitantes de Goiriz.

## Demografía
| Gráfica de evolución demográfica de Santa Comba entre 2000 y 2019 |
|                                                                   |
| Datos según el nomenclátor publicado por el INE.                  |

## Patrimonio artístico
El principal edificio histórico de esta localidad es una pequeña capilla “La capilla de Santa Comba” situada en el centro del núcleo urbano.
La capilla de Santa Comba ha estado y está presente en la vida de este lugar desde hace muchos siglos, sin embargo la documentación que nos permite conocer su historia es muy escasa.

### Características de la Capilla
La capilla de Santa Comba probablemente ya estaba construida en el siglo XVI. Es un edificio pequeño y de planta rectangular. Su construcción es muy sencilla, está realizada en mampostería y algo de cantería. Se encuentra orientada hacia el oeste, mirando a Villalba. Actualmente está pintada de blanco.
La edificación de esta pequeña ermita, es muy similar a la construcción del Santuario de Santa Comba de Cobas, que se encuentra en la comarca del Ferrol.

## Festividades
La aldea de Santa Comba celebra anualmente dos fiestas señaladas. La festividad mayor que se celebra, es en honor a la Santa.
Santa Comba se celebra el segundo fin de semana de mayo. Esta fiesta es una de las celebraciones más curiosas que tienen lugar en toda la comarca, y que, aunque ha evolucionado, conserva una gran parte del encanto del que gozaban las antiguas fiestas y romerías. Esta bonita fiesta cuenta con la procesión en torno a su ermita y la imposición de la santa. La fiesta de Santa Comba se caracteriza por ser una fiesta familiar, tanto que es exclusiva de un solo barrio de la parroquia de Goiriz. La capilla donde se le rinde culto, está ubicada en un peculiar lugar situado entre tres casas tradicionales. Al lugar de la celebración asisten casi siempre, además de la gente del barrio, sus convecinos de la parroquia de Sancobad. Tanto es así, que llegó a ser conocida como la "festa dos de Sancobade". 